# مولي رون
مولي ماي رون (بالإنجليزية: Molly May Rhone)‏ (من مواليد نوفمبر 1944) هي مديرة رياضية جامايكية ولاعبة كرة شبكة سابقة. شغلت منصب رئيس الاتحاد الدولي لكرة الشبكة (INF) خلال الفترة من عام 2003 إلى عام 2019.

## النشأة والتعليم
ولدت مولي رون في نوفمبر 1944 في مانشستر(Manchester Parish) لوالديها فيوليت وأدولفوس داكوستا. التحقت بكلية نوكس، وهي مدرسة ثانوية في سبالدينج، كلاريندون، حيث بدأت لعب كرة الشبكة، وكانت أيضًا نشطة في فريق ألعاب القوى بالمدرسة. درست رون تكنولوجيا المعلومات (IT) في معهد رايرسون للفنون التطبيقية في تورنتو (كندا) ، وتخرجت بشهادة دبلوم في عام 1969. عند عودتها إلى جامايكا، عملت كمديرة لتكنولوجيا المعلومات في شركة الطيران الوطنية جامايكا.

## المسيرة في كرة الشبكة
لعبت مولي ماي رون مباريات دولية كعضو في فرق جامايكا تحت 21 عامًا، وتحت 23 عامًا، وفريق الكبار كرة الشبكة الوطنية، بما في ذلك بطولة العالم لكرة الشبكة لعام 1975 في نيوزيلندا، حيث كانت نائبة قائد الفريق الجامايكي. قد تم انتخابها نائبة لرئيس جمعية جامايكا لكرة الشبكة (JNA) في عام 1991 ، وتم ترقيتها إلى منصب الرئيس في عام 1993.
منذ عام 1999، عملت مولي رون كنائب لرئيس الاتحاد الدولي لكرة الشبكة، والذي أطلق عليه فيما بعد الاتحاد الدولي لجمعيات كرة الشبكة (IFNA). في عام 2003، تم انتخابها رئيسًا لـ IFNA في نفس العام الذي استضافت فيه جامايكا بطولة العالم لكرة الشبكة، خلفًا لشيريل داوسون من Netball New Zealand. حتى الآن، كانت المرأة الجامايكية الأولى والوحيدة التي تترأس هيئة رياضية دولية. في 21 يوليو 2019، تنحت مولي عن منصبها كرئيس للمعاهدة وخلفتها ليز نيكول من الهيئة الوطنية المسئولة عن كورة الشبكة في إنجلترا (England Netball). كانت أيضًا عضوًا في لجنة جامايكا لمكافحة المنشطات (JADCO) واللجنة الأولمبية الوطنية.

## الأوسمة والجوائز
حصلت مولي ماي رون على أول وسام وطني لها في عام 1999 عندما حصلت على وسام التميز من رتبة ضابط. في عام 2007 ، حصلت على وسام التميز من فئة القائد لمساهمتها في الرياضة المحلية والدولية ولا سيما كرة الشبكة. في عام 2011، حصلت على جائزتها الوطنية الثالثة «وسام جامايكا» للخدمات المحلية والدولية في الإدارة الرياضية، ولا سيما كرة الشبكة.

## الحياة الشخصية
تزوجت مولي من لاعب الغولف الجامايكية الراحل إيزيت رون-Izette Rhone، ولديها ولدان.